# Justo Gallego Martinez
Justo Gallego Martinez (født 20. september 1925, død 28. november 2021) var en spansk munk, der fra 1961 arbejdede på at bygge en særpræget katedral i landsbyen Mejorada del Campo, nær ved Madrid. 

## Biografi
Gallego Martinez var som ung landmand og tyrefægter, hvorpå han blev trappistmunk. Han måtte imidlertid forlade klosteret i 1961 på grund af tuberkulose, som blev forværret af opholdet i klosteret. I stedet gik han i gang med at bygge en katedral på et stykke land, han havde arvet efter sine forældre. Han påbegyndte sit projekt i taknemmelighed over at være blevet helbredt for sin sygdom.

## Katedralen
Katedralen er bygget op uden nogen formel plan. Den har udviklet sig efter mulighederne og inspirationer, idet Peterskirken i Rom dog har været en slags model for katedralens kuppel. Katedralen har et ydre areal på 20x50m og er på omkring 8.000 m2.
Den er primært opført af recirkuleringsmaterialer, såvel af affald som af overskudsmaterialer doneret af virksomheder. Justo Gallego Martinez stod i det store hele selv for opførelsen af katedralen, idet han fik nogen hjælp af seks nevøer samt en række frivillige i forskelligt omfang. Til nogle af de større opgaver fik han lokal assistance, betalt af egne midler. Økonomisk brugte han af en  arv, men han har modtog også kontante donationer.
I lokalområdet er der blandede opfattelser af Gallego Martinez' projekt. Nogle mener, at der er tale om en særpræget turistattraktion, mens andre finder den særprægede bygning grim og en visuel skam for byen.